# Čestobrodica
Čestobrodica (en serbe cyrillique : Честобродица) est un village de Serbie situé dans la municipalité de Požega, district de Zlatibor. Au recensement de 2011, il comptait 261 habitants.

## Démographie
| 1948 | 1953 | 1961 | 1971 | 1981 | 1991 | 2002 | 2011 |
| ---- | ---- | ---- | ---- | ---- | ---- | ---- | ---- |
| 556  | 542  | 521  | 474  | 432  | 396  | 327  | 261  |

|  |